# Risiocnemis seidenschwarzi
Risiocnemis seidenschwarzi ist eine seltene Libellenart, die auf der philippinischen Insel Cebu endemisch ist. Sie wurde 1999 entdeckt und im Jahr 2000 wissenschaftlich beschrieben. Das Artepitheton ehrt Franz Seidenschwarz, den Leiter der botanischen Forschungsgruppe der Universität von San Carlos in Cebu City, der sich eingehend mit der Ökologie der Art befasst hat.

## Merkmale
Bei den Männchen beträgt die Länge der Hinterflügel 23 bis 25 mm, die des Hinterleibs 35 bis 37 mm. Der Kopf, das Labrum, das hintere Kopfschild und die Genae schimmern schwarz. Das vordere Kopfschild ist bläulich. Zwischen der Vorderstirn und dem Augenrand verläuft ein bläulicher Streifen. Die Stirn und der Oberkopf sind mattschwarz mit bräunlichen Punkten. Der Prothorax ist größtenteils mattschwarz. Der Pterothorax ist mattschwarz mit deutlichen hellbläulichen eiförmigen Markierungen an den Seiten, die am Metepisternum etwas länger und proximaler als am Metepimeron sind. Die Achselschilder sind an der Flügelbasis hellbläulich. Die Coxae sind schwarz. Die Außenseite der Femora ist undeutlich bläulich, die Tibiae sind dunkelbräunlich. Die Flügelmale sind dunkelbraun. Der Hinterleib ist schwarz mit ähnlichen hellblauen, nahezu nach oben gerichteten Markierungen in den Segmenten 2 bis 7. Bei der Imago bilden die hellen Markierungen vollständige Ringe, bei älteren Exemplaren sind die Ringe jedoch in der Mitte dorsal schmal unterbrochen, und der Ring auf Segment 7 wird undeutlich.
Bei den Weibchen beträgt die Hinterflügellänge 24,5 mm, die des Hinterleibs 35 mm. Die Grundfarbe des Körpers ist braun. Resiocnemis seidenschwarzi hat einen ähnlichen Hinterlappenaufbau des Prothorax wie Risiocnemis rolandmuelleri, jedoch sind die seitlichen hellbläulichen Markierungen am Metepisternum und Metepimeron bei Resiocnemis seidenschwarzi charakteristische Unterscheidungsmerkmale. Bei den verfügbaren Weibchen sind diese Markierungen größer als bei den Männchen und die Markierung auf dem Metepimeron ist etwas undurchsichtig.

## Verbreitung
Früher war die Art nur von einem kleinen Abschnitt eines Waldbachs im Tabunan-Wald im Zentrum von Cebu bekannt. Eine andere Population wurde jedoch im südlichen Teil der Insel Cebu an einem sehr kleinen Bach neben dem Kawasan-Fluss, auf einer maximalen Fläche von 30 × 30 m an diesem 12 km langen Fluss entdeckt.

## Lebensweise
Als Rastplatz bevorzugen die Libellen Farne der Art Pneumatopteris laevis. Sie ruhen gewöhnlich in der Nähe der Blattspitzen, wobei der Hinterleib senkrecht zum Bach zeigt. Sie halten sich ziemlich niedrig, nur etwa 30 bis 120 cm, über dem Boden auf.

## Status
Die IUCN nahm Risiocnemis seidenschwarzi 2006 in die Kategorie „vom Aussterben bedroht“ (critically endangered) der Roten Liste gefährdeter Arten auf. Die Art ist gegenwärtig auf einen Ort auf Cebu beschränkt. Sie wurde seit März 2001 nicht mehr in der Terra typica im Tabunan-Wald beobachtet, und da dort kein geeigneter Lebensraum mehr vorhanden ist, könnte die Population von Risiocnemis seidenschwarzi dort nun erloschen sein. 2009 wurde die Art an einem zweiten Standort entdeckt, wo die verbleibende Population klein ist und ein sehr kleines Verbreitungsgebiet hat. Sie wird auf 20 bis 50 Exemplare geschätzt, scheint derzeit jedoch stabil zu sein. Die Abholzung ist ein anhaltendes Problem auf Cebu und stellt eine Bedrohung für diese Art dar; fast alle Wälder auf der Insel wurden abgeholzt, und viele Bäche sind jetzt degradiert und für diese Art ungeeignet. Der Schutz des verbleibenden Lebensraums und die Wiederherstellung des degradierten Lebensraums sind erforderlich, um den Fortbestand dieser Art zu sichern.
2012 wurde Risiocnemis seidenschwarzi in eine von der IUCN und der Zoological Society of London zusammengestellten Liste der 100 am stärksten gefährdeten Arten der Erde aufgenommen.